# Археология Омана
Современный султанат Оман находится на юго-востоке Аравийского полуострова. В данной статье рассматривается дописьменный период истории Омана (до прихода ислама), известный лишь по археологическим находкам.

## Общая характеристика
Хотя в последние несколько столетий Оманская империя включала территорию современных Омана и Объединённых Арабских Эмиратов, в доисторическую эпоху «собственно Оман» заметно отличался от территории нынешних ОАЭ, в особенности с конца раннего железного века. Эти археологические различия были обусловлены географическим положением территорий: от количества влаги и осадков зависело, насколько территория была пригодна для сельского хозяйства.
Полевые археологические исследования в Омане ведутся с начала 1970-х годов археологами из разных стран.
Помимо исторических периодов в развитии Омана (в ряде работ именуются археологическими культурами), существовали также региональные различия — в частности, памятники Дофара сильно отличаются от памятников центральной частии страны. Ключевым показателем ремесленной деятельности является количество медных изделий и производственного шлака.
За исключением исламского периода, археологические находки в Омане представлены в основном некрополями, могилами и погребальными дарами. Абсолютная датировка отдельных периодов всё ещё дискуссионна, в особенности для центрального и южного Омана.

## Палеолит
В районе Sufrat Dishshah найдены каменные орудия нубийской технологии среднего палеолита.
Предок человека разумного, Homo sapiens idaltu, около 160 тыс. лет назад обитал в Эфиопии. Его останки обнаружены в местности Средний Аваш (en:Middle Awash). Затем в период около 125—80 тыс. лет назад люди стали проникать из Африки на Ближний Восток.
Период 135—90 тыс. лет назад в тропической Африке был эпохой мегазасух (en:megadrought), которые привели к миграции людей с внутриконтинентальной территории на побережья моря и в конечном счёте — к их миграции на другие континенты. Учёные использовали радиоуглеродную датировку пыльцы, обнаруженной в иле озера Малави, чтобы реконструировать растительность того времени. Образцы, относящиеся к эпохе предполагаемой мегазасухи, почти не содержат пыльцы или древесного угля, что указывают на малочисленность растительности. Если сейчас окрестности озера Малави покрыты пышной растительностью, то в указанный период на её месте существовала пустыня.
Данные люминесцентной хронологии указывают, что 130 тыс. лет назад Аравийский полуостров был относительно жарче, количество дождевых осадков было выше, благодаря чему он представлял собой покрытую растительностью и пригодную для обитания землю. В это время уровень Красного моря упал, и ширина его южной части составляла всего 4 км. Это на короткое время создало для людей возможность форсирования Баб-эль-Мандебского пролива, через который они достигли Аравии и основали ряд первых палеолитических стоянок на Ближнем Востоке — таких, как Джебель Файя (en:Jebel Faya) в ОАЭ и Aybut Al Auwal (‘‘First Aybut’’) в мухафазе Дофар на юге Омана (106 тыс. л. н.). Ранние мигранты, спасаясь от климатических изменений в Африке, перешли через Красное море на территорию современных Йемена и Омана и дальше через Аравийский полуостров в поисках более благоприятных климатических условиях. Между Красным морем и Джебель-Файя (ОАЭ) — расстояние в 2000 км, где ныне располагается непригодная к жизни пустыня, однако около 130 тыс. лет назад, в эпоху окончания ледникового периода, Красное море было достаточно мелким, чтобы пересечь его вброд или на небольшом плоту, а Аравийский полуостров представлял собой не пустыню, а покрытую зеленью местность.
В ходе раскопок в Йемене, Омане и ОАЭ были обнаружены каменные орудия. Это позволяет предположить, что люди обосновались в южной части Аравийского полуострова уже около 125—100 тысяч лет назад.

## Неолит
Первые аграрные поселения. Неолит представлен рядом археологических памятников, большинство которых располагалось на побережье. Наиболее характерной чертой является окультуривание растений, одомашнивание животных, переход к оседлому образу жизни.

## Медный век (период Хафит)
Первым известным памятником медного века является некрополь в Джебель-Хафит. Как правило, каирны располагались на вершине холмов. Встречаются керамические изделия — импортированные из Месопотамии или подражающие месопотамским образцам: такие находки отмечены на восточном побережье страны близ Рас аль-Хадд (Ra’s al-Hadd) и Рас аль-Джинс (Ra’s al-Jins). В некоторых гробницах найдена керамика типа Джемдет-Наср.

## Бронзовый век
Периоды Умм ан-Нар и Вади-Сук. Эти периоды известны по многочисленным археологическим памятникам, например, на острове Умм ан-Нар и в долине высохшей реки Вади-Сук. Типичными артефактами для данных двух культур, или культурных периодов региона, являются образцы изящной расписной керамики, изготовленной при помощи гончарного круга. Производство металла значительно возрастает по сравнению с предшествующим хафитским периодом. В период Умм ан-Нар крупные коллективные отдельно расположенные гробницы содержат многочисленные захоронения. Другие могилы — небольшие, содержат захоронения всего нескольких человек.
Археологи отождествляют с тогдашним Оманом царство Маган, упоминаемое в шумерских текстах.
Большое значение в системе тогдашних торговых связей Маган играл, в частности, благодаря своей большой добыче меди, которая была основным компонентом производства бронзы. Максимальная добыча меди приходится на период 2200—1900 гг. до н. э. — в этот период было произведено, по оценкам, от 2000 до 4000 тонн меди. Помимо того, из Магана также экспортировались камни. В частности, Гудеа, правитель Лагаша, сообщает об импорте диорита из Магана для производства статуй. Торговля осуществлялась при помощи кораблей, погрузочная мощность которых составляла до 20 тонн.
Сведения о политическом устройстве Магана фрагментарны. По-видимому, это была монархия, так как около 2200 г. до н. э. аккадский царь Нарам-Син сообщал о победе над Маниумом, царём Магана.
Около 1800 г. до н. э. Маган теряет значение в связи с упадком культуры долины Инда и окончанием прямых торговых связей с Месопотамией. Медь с того времени уже едва ли экспортировалась, тем более, что роль импортёра меди перехватил древний Кипр (Аласия). Вместо этого роль посредника берёт на себя Дильмун (Бахрейн). Именно в это время Маган перестаёт упоминаться в шумерских источниках.

## Ранний железный век
Известен по различным некрополям и центрам медного производства, включая поселение в Джебель-Радания (Jebel Radhania). Керамика лепная (без гончарного круга), с сильным обжигом. Мёртвые дозахоранивались в уже существовавшие могили или в отдельно расположенные гробницы, напоминавшие хижины.
В это время достигает пика производство меди (этот уровень медного производства будет превзойдён лишь в исламский период). Хронология Омана в этот период весьма близка по своим этапам к хронологии Объединённых Арабских Эмиратов. Парадоксально, но железные артефакты указанного периода в Омане до сих пор не обнаружены. В соседнем (через пролив) Иране, напротив, железное оружие весьма широко распространено уже с 1200 г. до н. э.

## Поздний железный век (самадский период)
Типовым памятником данного бесписьменного периода, в котором использовались медные сплавы и железо, является Самад аш-Шан (en:Samad al-Shan). Как правило, отдельные выполненные из камня могилы погружены в землю и располагаются на равнинах. Обычно в них встречается лепная керамика, иногда глазированные импортированные изделия. По мнению ряда историков, в это время в Омане доминировала Парфия, а позднее сюда вторглись Сасаниды из Ирана. Согласно другой теории, имевшиеся ресурсы позволяли доминировать только нескольким прибрежным поселениям, а основную часть населения составляли носители разных семитских диалектов. О присутствии персов свидетельствуют несколько топонимов на побережье.
Начиная с 500 г. до н. э. и по 50 г. н. э., по мнению историков, началось заселение территории волнами мигрантов из Южной и Центральной Аравии.

## Поздний доисламский северный период
Известен по ряду памятников (Амла, аль-Фувайда и др.), частично современным памятникам позднего железного века самадского периода (Самад и другие памятники в округе Шаркия).

## Поздний железный век в Дофаре
Наиболее крупным и хорошо изученным памятником является Хор-Рори (en:Khor Rori) — торговый форт, основанный Хадрамаутским царством в III в. до н. э. и специализировавшийся в торговле пряностями и ароматическими средствами. Состав артефактов из Хор-рори — смешанный, многие относятся к т.наз. старому южному арабскому типу. Ранее местную керамику относили к позднему железному веку. Согласно последним исследованиям, её датировка изменена на раннее Средневековье.

## Исламский период
Сооружения, возведённые в доисламский период, не сохранились. Наиболее ранние из оманских сооружений датируются Средневековьем.